# 韓国長老会神学校

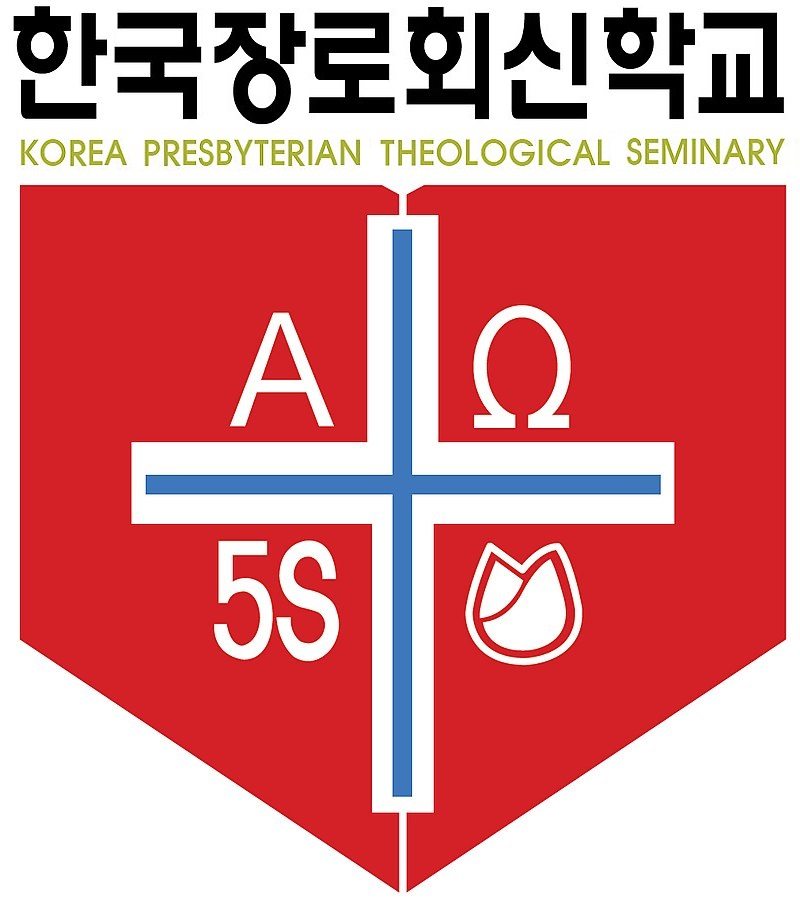
韓国長老会神学校のロゴとシンボル

韓国長老会神学校（英語：Korea Presbyterian Theological Seminary）は、大韓民国京畿道富川市にある、改革派教会と長老派教会の教育機関。

## 歴史
大韓民国の長老派の系統の神学校である。校名は Korea Presbyterian Theological Seminary（韓国長老会神学校）であり、韓国イエス教長老会(旧名:韓国正統長老教会,THE ORTHODOX PRESBYTERIAN CHURCH OF KOREA, 設立者 河承武 牧師）の教職者の養成のための唯一の教育機関となった。
この学校の主なカリキュラムは非学位コースの牧会学修士同等の課程（M.Div。、Equiv.）が開設されており、牧会者の再訓練コースと平信徒指導者課程及びバイブルアカデミーを運用している。ソウル特別市江南区に2012年1月に設立された。

## 沿革
- 2012年 1月 17日 韓国イエス敎長老会(旧名 韓国正統長老教会) 教団 設立(設立者 ハ・スンム 牧師）
- 2012年 1月 17日 教団神学敎育機關である韓国長老会神学校 設立と開校(設立者・初代校長 河承武 牧師）
- 2012年 1月 17日 韓国長老会神学校 名譽總長 李勝美 博士(元 高神大学校 神学大学院長）就任
- 2012年 1月 20日 神学校公式ドメイン(www.kpts.or.kr）登錄と開通
- 2014年 5月 07日 教団公式ドメイン(www.koreaopc.org）登錄と開通
- 2014年 9月 12日 本教団,法人に準じた非營利宗教団体の資格 獲得(國稅廳)
- 2014年 9月 12日 韓国長老会神学校 歐洲改革神学院(獨逸）認准（院長 ソン・グダニエル 牧師）
- 2015年 9月 05日 本教団の韓国長老会神学校 第2代 校長 就任(イ・チョンウ 牧師)
- 2016年 7月 22日 韓国長老会神学校 第1回 卒業生 輩出
- 2016年 8月 25日〜26日 教団主催 "共同体牧会セミナー" 開催(場所：高神大学校）
- 2017年 3月 17日 共同会長代表 教団 国文名稱 <韓国正統長老教会>で <韓国イエス敎長老会>に変更 決議
- 2017年 3月 27日 <韓国イエス敎長老会> 教団名稱 管轄機關 変更 申告 完了
- 2017年 4月 06日〜07日 教団主催 "2017慶南地域 共同体牧会セミナー" 開催
- 2017年 9月 15日 韓国長老会神学校 第2回 卒業式
- 2018年 1月 17日 第3代 教団長 就任と韓国長老会神学校 第3代 校長 就任(コ・ヨンユン 牧師)

## 特徴
この学校の特徴は、長老派教会と改革派教会の理念と精神に従う長老派教会神学校として、少数の徒弟式教育を実施している。在校生の全員は大学の学士号を取得した志願者に限って、厳格な入学査定を通じて選抜される。
また、選抜された予備牧師候補生たちは卒業時までは外部の寄付と出向き、外來教授陣の才能寄託によって授業料の全体は奨学金で代替されて免除受けている。従って在学生全員が学業と信仰修練に専念させている。創設者であり、学校長である河承武      がこの学校をリードしており、現在、初代名誉総長は、高神大学校 神学大学院長を歴任した李勝美 である。 